# Organisme dégradant le plastique

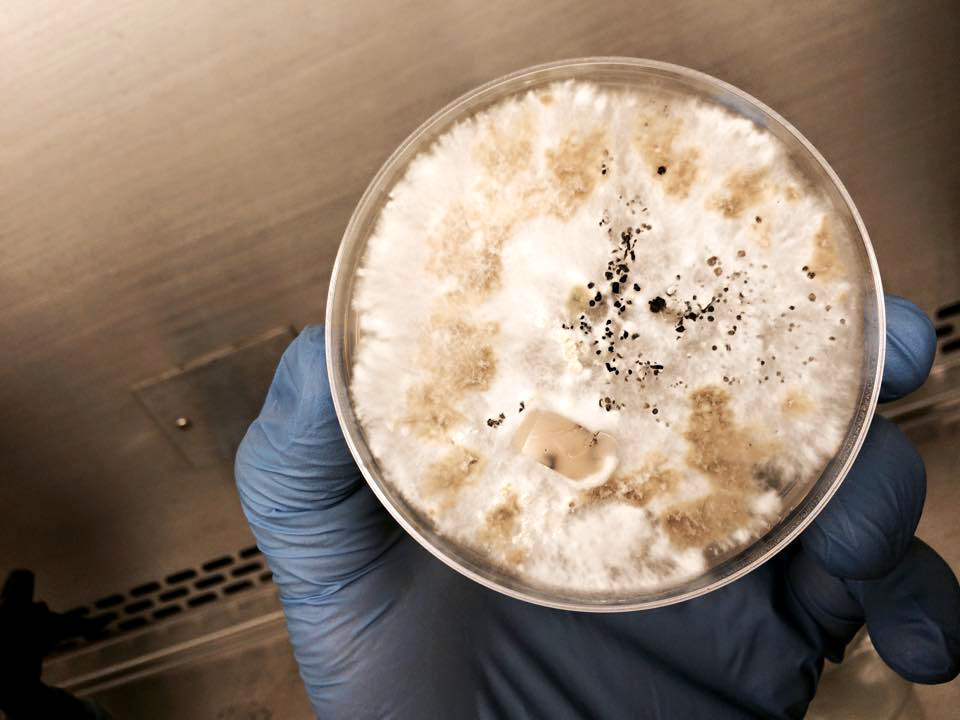
Mycélium de Pestalotiopsis microspora.

Les organismes dégradant le plastique sont une source d'intérêt de la part de la communauté scientifique face à l'accumulation préoccupante des déchets en matière plastique notamment dans les océans.
Les études de métagénomique environnementale ont permis d'identifier de nombreuses enzymes capables de dégrader de plastique.

## Organismes étudiés

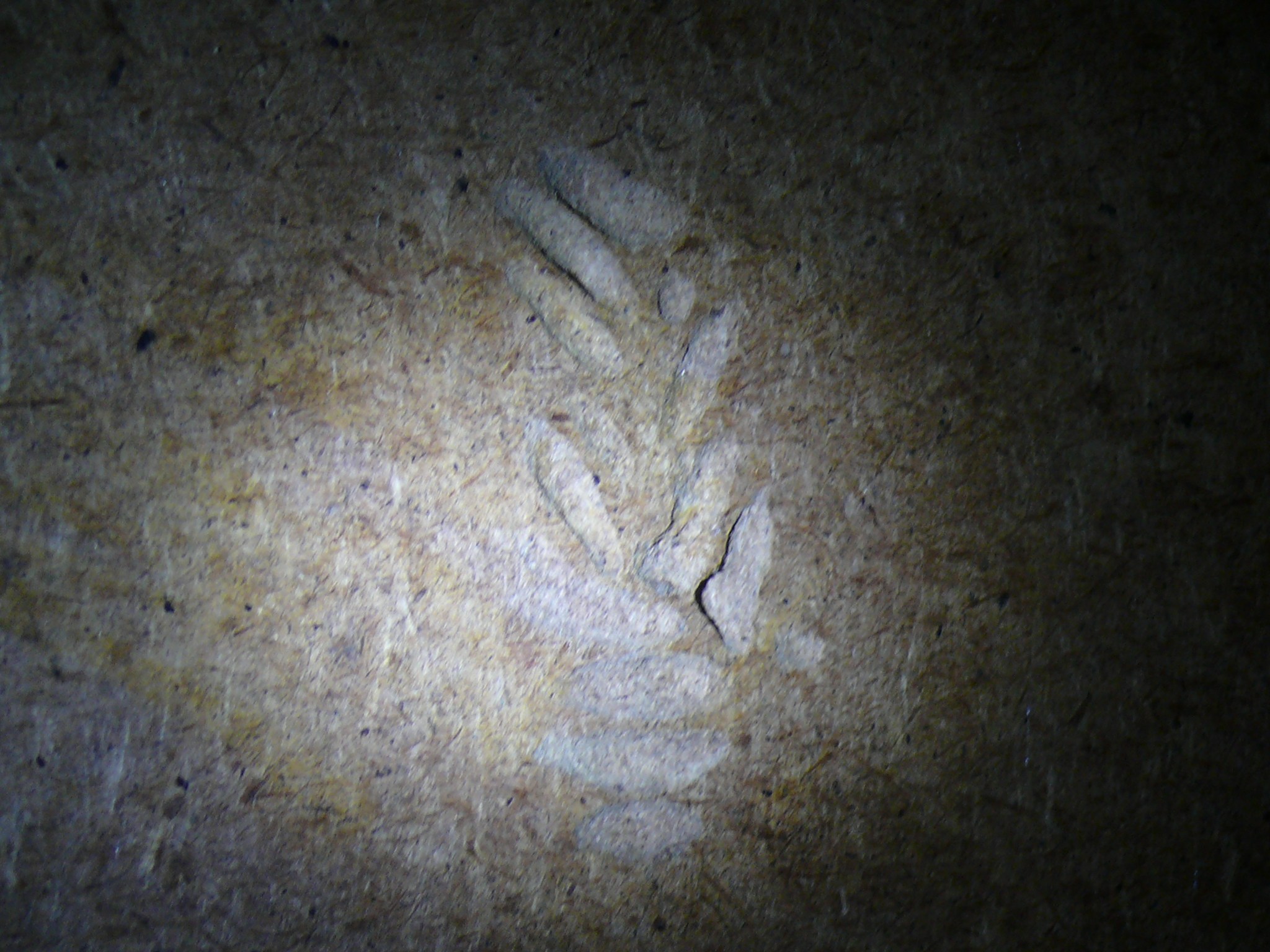
Larves de la Fausse-Teigne.

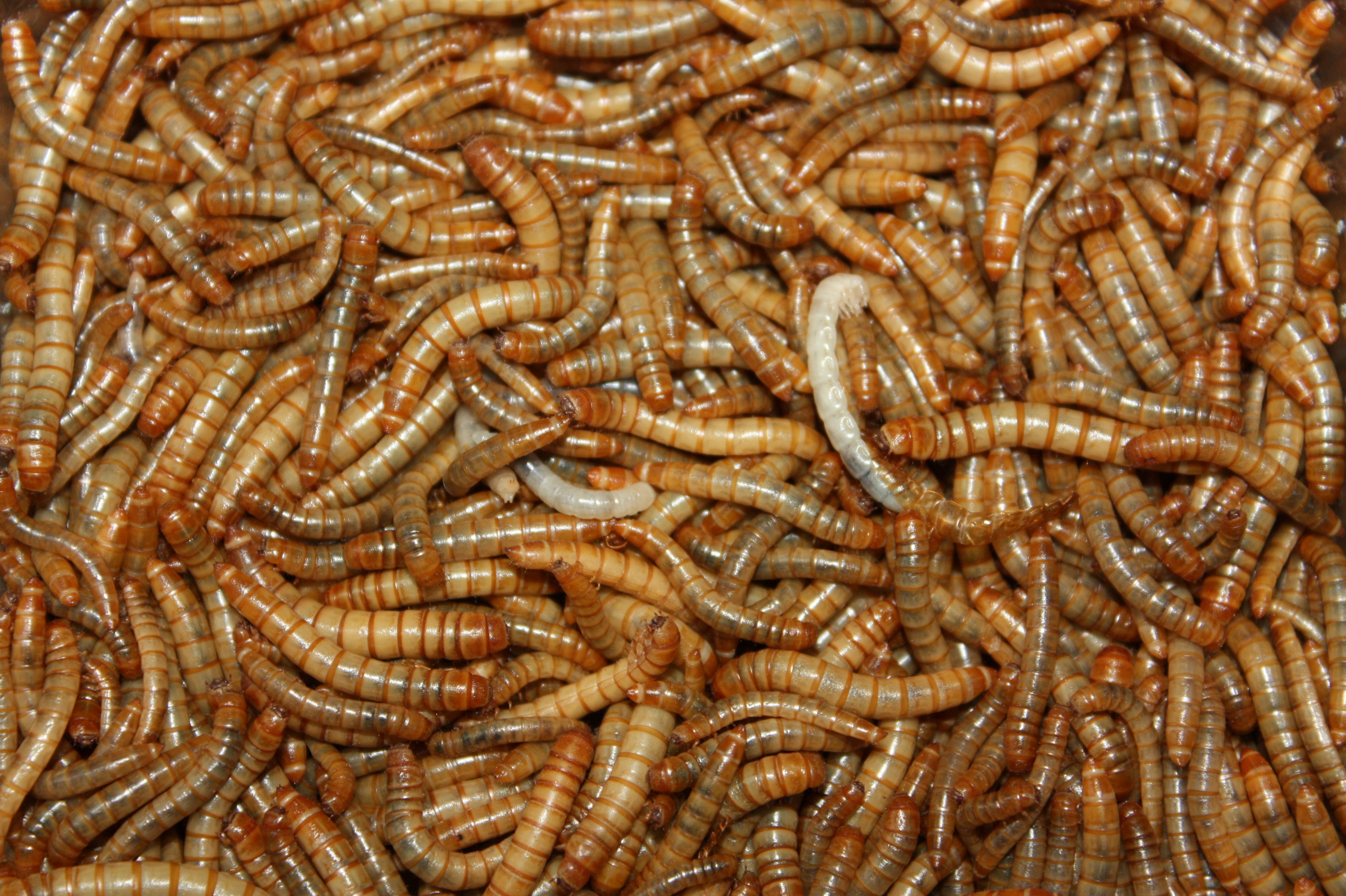
Larves du Ténébrion meunier.

Parmi les organismes vivants dont on a découvert une aptitude à dégrader le plastique, on peut citer :
- Bactérie mangeuse de nylon est la souche Flavobacterium sp. KI72 capable de digérer certains sous-produits de nylon ;
- Galleria mellonella ou « fausse teigne de la cire » est un insecte lépidoptères de la famille des Pyralidae vivant en Europe et dont on a découvert en 2017 une aptitude à dégrader le polyéthylène[2],[3]. La chenille de ce papillon qui dans la nature consomme les rayons de cires des ruches domestiques ou sauvages se montre aussi capable de percer ou dégrader un film de polyéthylène[4].
- Ideonella sakaiensis, une bactérie aérobie découverte en 2016 au Japon, permet la dégradation du PET[5] ; en 2018 une étude menée pour comprendre le fonctionnement de son enzyme PETase a conduit fortuitement à produire une enzyme d'une plus grande efficacité[6],[7] ;
- Pestalotiopsis microspora est une espèce de champignons endophytes capable de décomposer et digérer le polyuréthane[8] dans un milieu anaérobie ;
- Ténébrion meunier (Tenebrio molitor) est un insecte coléoptère de la famille des ténébrionidés qui affectionne notamment les farines de céréales et dont la larve se montre capable de manger certaines formes de polystyrène expansé[9]. Une expérimentation montre qu'il faut 138 jours à 100 vers de farine pour manger un Masque de protection FFP jetable réduit en microparticules de plastique mélangées à du son de blé. Ce qui serait insuffisant pour intégrer ce processus dans une chaîne alimentaire durable au sein d'un système d'élevage[10],[11].
- Zophobas atratus est aussi un insecte coléoptère de la famille des ténébrionidés dont les larves sont capables de digérer le plastique[10],[11].

En 2025, une bactérie E. coli génétiquement modifiée permet de transformer le PET en paracétamol,.